# Ghost in the Ruins
Ghost in the Ruins ist ein 1995 veröffentlichtes Livealbum der Band Savatage. Der Untertitel „A Tribute to Criss Oliva“ macht deutlich, dass dieses Album dem 1993 bei einem Autounfall gestorbenen Gitarristen Criss Oliva gewidmet ist, der die Band 1981 gegründet hatte. Der Albentitel ist einem Lied aus dem Album Streets – A Rock Opera entnommen; ein alternativer Titel des Albums bei verschiedenen Ausgaben ist Final Bell.

## Entstehung
Criss Oliva starb am 17. Oktober 1993 nach einem Frontalzusammenstoß mit einem unter Alkoholeinfluss stehenden Geisterfahrer. Da Olivas Bruder Jon als einziges verbliebenes Gründungsmitglied bereits 1992 seinen Ausstieg aus der Band bekanntgegeben hatte, stand die Band vor der Auflösung. Manager und Produzent Paul O’Neill überredete aber Jon Oliva zum Weitermachen und half bei der Bewältigung des Trauerfalles. Neben der Arbeit am Album Handful of Rain enthielt der Plan zur Weiterführung der Band auch die Veröffentlichung einer CD mit Liveaufnahmen, an denen Criss Oliva mitgewirkt hatte. Aufgrund der Arbeit am Studioalbum, der folgenden Tour in einer neuen Bandbesetzung und den Aufnahmen zum Nachfolgealbum Dead Winter Dead verschob sich das Projekt aber immer weiter und konnte erst am 15. Dezember 1995 in den Handel gelangen.
Das Album selber umfasst elf Lieder, die auf verschiedenen Konzerten in den USA in den Jahren von 1987 bis 1990 mitgeschnitten wurden. Das Songmaterial stammt dabei von den Studioalben Sirens (Titelsong), The Dungeons Are Calling (Titelsong und City Beneath the Surface), Hall of the Mountain King (Titelsong, 24 Hours Ago, Legions und Strange Wings) und Gutter Ballet (Titelsong, Of Rage and War, When the Crowds Are Gone und Hounds), wobei am Anfang der Version von When the Crowds Are Gone auch das Instrumentalstück Temptation Revelation angespielt wird. Neben den auch in Studioversionen erhältlichen Liedern sind zwei nur live gespielte Gitarrensoli von Criss Oliva (Criss Intro und Post Script) auf dem Album enthalten. Die Liveaufnahmen wurden von Jon Oliva und Paul O’Neill abgemischt.
Das Cover zeigt eine Bühnenfoto von Criss Oliva, im Booklet sind weitere Live-Fotos der Band zu sehen. Zusätzlich ist der Text des Liedes When the Crowds Are Gone abgedruckt.

## Titelliste
1. City Beneath the Surface – 5:40
2. 24 Hours Ago – 4:48
3. Legions – 5:06
4. Strange Wings – 4:02
5. Gutter Ballet – 6:14
6. When the Crowds Are Gone – 7:10
7. Of Rage and War – 4:30
8. The Dungeons Are Calling – 4:49
9. Sirens – 3:38
10. Hounds – 7:20
11. Criss Intro – 1:14
12. Hall of the Mountain King – 6:38
13. Post Script – 1:42

## Live-Aufnahmen
| Nr. | Name                      | Jahr | Stadt        | Veranstaltungsort             |
| 1   | City Beneath the Surface  | 1990 | New York     | The Ritz                      |
| 2   | 24 Hours Ago              | 1988 | Philadelphia | Spectrum Coliseum             |
| 3   | Legions                   | 1988 | Philadelphia | Spectrum Coliseum             |
| 4   | Strange Wings             | 1988 | Philadelphia | Spectrum Coliseum             |
| 5   | Gutter Ballet             | 1990 | Los Angeles  | Los Angeles Palace            |
| 6   | When the Crowds Are Gone  | 1990 | Los Angeles  | Hollywood Palace              |
| 7   | Of Rage and War           | 1990 | New York     | L’amour                       |
| 8   | The Dungeons Are Calling  | 1988 | Hempstead    | Nassau Coliseum               |
| 9   | Sirens                    | 1988 | Hempstead    | Nassau Coliseum               |
| 10  | Hounds                    | 1990 | New York     | L’amour                       |
| 11  | Criss Intro               | 1987 | Cleveland    | Agora                         |
| 12  | Hall of the Mountain King | 1990 | New York     | L’amour                       |
| 13  | Post Script               | 1990 | Los Angeles  | Hollywood Palace (Soundcheck) |